# Mary Churchill (ultra-trail)
Pour les articles homonymes, voir Fagan et Churchill.
Ne doit pas être confondu avec Mary Churchill.
Mary Churchill, née Mary Fagan, est une athlète américaine née en 1975. Spécialiste de l'ultra-trail, elle a notamment remporté la Way Too Cool 50K Endurance Run en 2002 et la Vermont 100 Mile Endurance Run en 2007. Elle est la sœur jumelle de Liz Gottlieb, également coureuse d'ultra-trails.

## Résultats
| no  | féminin           | Course           | Longueur | Départ          | Temps            |
| --- | ----------------- | ---------------- | -------- | --------------- | ---------------- |
| 27e | Médaille d'or     | Way Too Cool 50K | 50 km    | 9 mars 2002     | 4 h 13 min 21 s  |
| 25e | Médaille d'argent | Way Too Cool 50K | 50 km    | 8 mars 2003     | 4 h 06 min 27 s  |
| 13e | Médaille d'or     | Vermont 100      | 100 mi   | 21 juillet 2007 | 19 h 41 min 13 s |
| 15e | Médaille d'argent | Vermont 100      | 100 mi   | 16 juillet 2011 | 19 h 20 min 30 s |